# Gen Nakatani

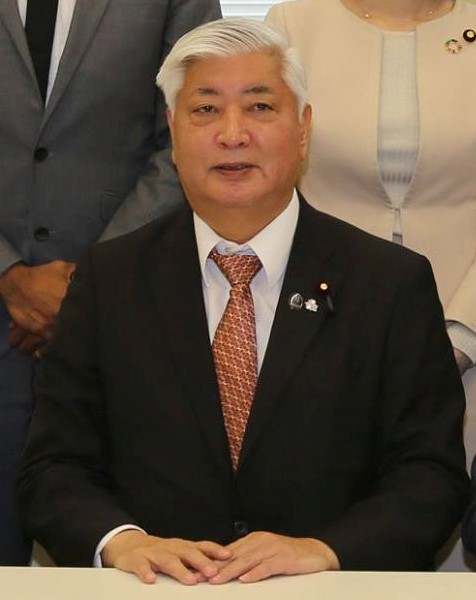
Gen Nakatani (2019)

Gen Nakatani (jap. 中谷 元 Nakatani Gen; * 14. Oktober 1957 in der Stadt Kōchi, Präfektur Kōchi) ist ein japanischer Politiker (LDP, Tanigaki-Gruppe), Abgeordneter im Abgeordnetenhaus, dem Unterhaus der Nationalversammlung, für den 1. Wahlkreis seiner Heimatpräfektur und wie zuvor bereits 2001–2002 und 2014–2016 seit 2024  Verteidigungsminister.
Nakatani absolvierte die private Tosa-Oberschule in Kōchi und anschließend die Bōei Daigakkō, die Verteidigungsakademie in Yokosuka. Er war danach vier Jahre Soldat in den Bodenselbstverteidigungsstreitkräften, die er im Rang eines Leutnants (2等陸尉, ni-tō rikui) verließ. 1985 wurde er Sekretär für Verteidigungsminister Kōichi Katō, dann für Sozialminister Isamu Imai, 1986 für Finanzminister Kiichi Miyazawa.
Bei der Shūgiin-Wahl 1990 kandidierte Nakatani für die LDP im damaligen Wahlkreis Kōchi, der als zenken-ku die gesamte Präfektur umfasste und fünf Abgeordnete wählte. Er erhielt den zweithöchsten Stimmenanteil hinter dem Sozialisten Masanori Gotō. 1993 wurde er mit dem höchsten Stimmenanteil wiedergewählt. Nach der Wahlrechtsreform kandidierte er ab 1996 im neuen Einmandatswahlkreis Kōchi 2, den er sechsmal in Folge gewann, seit einer Neuordnung der Wahlkreise in Kōchi zur Wahl 2014 im Wahlkreis 1, den er bis einschließlich 2024 durchgehend jeweils mit absoluter Mehrheit gewann.
In der LDP schloss sich Nakatani dem Kōchikai an, der Faktion seiner früheren Arbeitgeber Miyazawa und Katō. 1995 (Kabinett Murayama) wurde er parlamentarischer Staatssekretär (seimujikan) für die Kokudo-chō, im gleichen Jahr erstmals Vorsitzender des LDP-Präfekturverbandes Kōchi, 1997 (Kabinett Hashimoto II) parlamentarischer Staatssekretär im Postministerium, 2000 (Kabinett Mori II) im Selbstverwaltungsministerium. 2001 berief Jun’ichirō Koizumi ihn als Leiter der Verteidigungsbehörde in sein erstes Kabinett und damit erstmals zum Minister. Bei einer Kabinettsumbildung 2002 wurde er durch Shigeru Ishiba ersetzt. Von 2005 bis 2006 saß Nakatani dem Abgeordnetenhausausschuss für Allgemeine Angelegenheiten vor.
Im Dezember 2014, als Shinzō Abe seine dritte Amtszeit als Premierminister antrat, ersetzte Nakatani als zunächst einziger neuer Minister in Abes drittem Kabinett den durch einen Spendenskandal beschädigten Akinori Eto und wurde erneut Verteidigungsminister im 2007 durch Aufwertung der Verteidigungsbehörde entstandenen Verteidigungsministerium. Im Kabinett übernahm er auch die Zuständigkeit für die Sicherheitsgesetzgebung (anzen hoshō hōsei), die insbesondere unter bestimmten Umständen kollektive Verteidigung ermöglichen soll, also militärische Auslandseinsätze zum Schutz von Verbündeten (das heißt namentlich vor allem den USA), auch wenn Japan selbst nicht direkt angegriffen wird. Im August 2016 löste ihn bei einer Kabinettsumbildung Tomomi Inada ab. Von 2021 bis 2023 (Kabinett Kishida II samt erster Umbildung) war er Berater des Premierministers für „internationale Menschenrechtsfragen“ (国際人権問題 kokusai jinken mondai). Kishidas Nachfolger Shigeru Ishiba berief ihn im Oktober 2024 abermals zum Verteidigungsminister.